# Pensacola tubercolotibiata
Pensacola tubercolotibiata är en spindelart som beskrevs av Lodovico di Caporiacco 1955. Pensacola tubercolotibiata ingår i släktet Pensacola och familjen hoppspindlar. Inga underarter finns listade i Catalogue of Life.